# Lekhfarsa
Lekhfarsa – gaun wikas samiti w zachodniej części Nepalu w strefie Bheri w dystrykcie Surkhet. Według nepalskiego spisu powszechnego z 2001 roku liczył on 1029 gospodarstw domowych i 5564 mieszkańców (2818 kobiet i 2746 mężczyzn).